# Tennistoernooi van Rosmalen 2023
Het tennistoernooi van Rosmalen van 2023 werd van maandag 12 tot en met zondag 18 juni 2023 gespeeld op de grasbanen van het Autotron Expodome in de Nederlandse plaats Rosmalen, onderdeel van de gemeente 's-Hertogenbosch. De officiële naam van het toernooi was Libéma Open.
Het toernooi bestond uit twee delen:
- WTA-toernooi van Rosmalen 2023, het toernooi voor de vrouwen
- ATP-toernooi van Rosmalen 2023, het toernooi voor de mannen

## Toernooikalender
| Rosmalen          | juni 2023 | juni 2023 | juni 2023 | juni 2023 | juni 2023    | juni 2023    | juni 2023 |
| Rosmalen          | maa 12    | din 13    | woe 14    | don 15    | vrĳ 16       | zat 17       | zon 18    |
| ----------------- | --------- | --------- | --------- | --------- | ------------ | ------------ | --------- |
| vrouwenenkelspel  | 1e ronde  | 1e ronde  | 2e ronde  | 2e ronde  | kwartfinale  | halve finale | finale    |
| vrouwendubbelspel | 1e ronde  | 1e ronde  | 1e ronde  | 2e ronde  | halve finale | finale       |           |
| mannenenkelspel   | 1e ronde  | 1e ronde  | 2e ronde  | 2e ronde  | kwartfinale  | halve finale | finale    |
| mannendubbelspel  | 1e ronde  | 1e ronde  | 1e ronde  | 2e ronde  | halve finale | finale       |           |

ATP-toernooi van Rosmalen – WTA-toernooi van Rosmalen

1996 · 1997 · 1998 · 1999 · 2000 · 2001 · 2002 · 2003 · 2004 · 2005 · 2006 · 2007 · 2008 · 2009 · 2010 · 2011 · 2012 · 2013 · 2014 · 2015 · 2016 · 2017 · 2018 · 2019 · 2020-2021 · 2022 · 2023 · 2024